# Craig Alexander
Craig Alexander (ur. 22 czerwca 1973 w Sydney) – australijski triathlonista, wicemistrz świata, trzykrotny mistrz świata Ironman.
Największym jego sukcesem jest trzykrotne zwycięstwo w prestiżowych mistrzostwach świata Ironman rozgrywanych na Hawajach (2008, 2009, 2011) oraz srebrny medal mistrzostw świata ITU na długim dystansie z 2006 roku.